# 川島悠美
川島 悠美（かわしま ゆうみ、5月7日生）は、日本の女性声優。茨城県出身。ケンユウオフィス所属。

## 人物
俳協ボイスアクターズスタジオ、映像テクノアカデミア、talk back卒業。
特技はスキー、独創料理。趣味は歌、観劇、食べる事。

## 出演
太字はメインキャラクター。

### テレビアニメ
2011年
- 夢喰いメリー（主婦B）

2012年
- ガールズ&パンツァー
- じょしらく（モブ）
- NARUTO -ナルト- 疾風伝（幼少チョウジ）

2013年
- キングダム（黒桜）
- ファンタジスタドール（みいなの母）

2014年
- 桜Trick（山田）
- selector infected WIXOSS（編集）
- ベイビーステップ（2014年 - 2015年、森本コーチ） - 2シリーズ

2015年
- ドラえもん（テレビ朝日版第2期）（2015年 - 2019年、女性、はる夫のママ〈2代目〉）

2019年
- クレヨンしんちゃん（塾友達）

2020年
- 進撃の巨人（2020年 - 2021年、ゾフィア）

2025年
- キミとアイドルプリキュア♪（紫雨愛）

### 劇場アニメ
2012年
- 劇場版 TIGER & BUNNY -The Beginning-（女の子）

### ゲーム
2010年
- アサシン クリード ブラザーフッド
- イナズマイレブン3 世界への挑戦!!（女の子）

2011年
- マブラヴ オルタネイティヴ クロニクルズ 憧憬（オペレーターC）

2012年
- 真・三國無双6 Empires（エディット音声〈可憐2〉）

2013年
- TIGER & BUNNY 〜HERO'S DAY〜（箸屋店員）

2014年
- こいあい koi-ai（藤宮加奈）※主題歌も担当
- NAtURAL DOCtRINE（女性兵士）
- MIRROR WAR 〜Reincarnation of Holiness〜（パラース・ディアン）

2020年
- ドラゴンクエストX いばらの巫女と滅びの神 オンライン（2020年 - 2021年、アントワネット、ザジェン、ソップ）

2023年
- ドラゴンクエストモンスターズ3 魔族の王子とエルフの旅

### ドラマCD
- あなたのためならどこまでも（使いの女房）
- 兄弟の事情2 恋人の事情（蓉子）
- 僕のショパン（女生徒A）
- 茅島氏の優雅な生活 下（庭師の妹〈倫子〉）
- 職業、王子（アミル、女の子、兄C、王宮の女性B）
- 二重螺旋4 相思喪曖（山下の母）
- 由利先生は今日も上機嫌（湊）
- 恋愛前夜（なつめの母）
- 恋愛操作（受付）

### 映画
2014年
- テルマエ・ロマエII（ローマ人の声）

### 吹き替え

#### 映画
- アイス・クエイク
- アラバマ物語（ディル〈ジョン・メグナ〉）※BD版
- 王になった男（サウォル〈シム・ウンギョン〉）
- キリング/26日間
- サーフィン ドッグ
- ザ・ライト -エクソシストの真実-（ロザリア〈マルタ・ガスティーニ〉）
- ジャンパー ※テレビ朝日版
- スティーブ・ジョブズ（クララ・ジョブズ〈レスリー・アン・ウォーレン〉）
- セクレタリアト/奇跡のサラブレッド
- ゼロ タウン 始まりの地（ルクレール〈アリス・タグリオーニ〉）
- 跳べ!ロックガールズ 〜メダルへの誓い（エレン・ビールズ〈ミシェル・クラニー〉）
- バイオハザードIII
- 127時間（ソニア・ラルストン〈リジー・キャプラン〉）
- ベスト・キッド（チョン〈ワン・ツェンウェイ〉）
- ホビット 竜に奪われた王国（港の女）
- ものすごくうるさくて、ありえないほど近い（馬屋の少女〈クロエ・ローイ〉）
- REDリターンズ（アシスタント）
- レモネード・マウス
- ローン・レンジャー（幼女）
- ロシアン・ルーレット（クララ〈ギャビー・ホフマン〉）

#### テレビドラマ
- アメリカン・ホラー・ストーリー シーズン2 #3
- アンダーカバー・ボス4 社長潜入調査
- ALCATRAZ/アルカトラズ
- ALPHAS/アルファズ（レイチェル・ピルザド〈アジタ・ガニザーダ〉）
- イタズラなKiss〜Playful Kiss（ペク・ウンジョ〈宮城孔明〉）
- オレのことスキでしょ。（パク・サラン〈イム・ジソン〉）
- THE KILLING/キリング
- REIGN/クイーン・メアリー
- 刑事ジョー パリ犯罪捜査班
- 項羽と劉邦 King's War（劉楽りゅうらく〈シャオユェニー〉）
- しあわせの処方箋
- CSI:マイアミ9
- 私立探偵ヴァルグ シーズン2
- スキャンダル 託された秘密 シーズン4 #15
- 絶対彼氏〜My Perfect Darling〜（ユキ・シラサキ）
- その冬、風が吹く（ソン・ミラ〈イム・セミ〉）
- 曹操（蔡琰(蔡文姫)、劉協 他）
- ナース・ジャッキー
- NIKITA / ニキータ
- ノーリミット（マノン）
- ノー・セカンドチャンス 〜身代金の罠〜 #6
- ハート・オブ・ディクシー ドクターハートの診療日記（ディディ・ルアノ〈ナディーン・ベラスケス〉、クリケット 他）
- パワーレンジャー SAMURAI（セリナ）
  - パワーレンジャー SUPER SAMURAI
- 光と影（イ・ギョンスク、ジエ 他）
- ホームランド シーズン3
- ミッシング
- THE MENTALIST メンタリストの捜査ファイル シーズン3〜5（サラ・ハリガン〈ジリアン・バック〉）
- リミットレス
- 私たち結婚できるかな?（テウォン〈ファン・ジェウォン〉）

#### アニメ
- アルティメット・スパイダーマンVSシニスター・シックス（フランシー）
- ウィスカー・ヘイブン〜ロイヤルペットものがたり〜
- ジェイクとネバーランドのかいぞくたち（イジー）
- ちいさなプリンセス ソフィア
- モンスターズ・パーティ（ブリトニー・デイヴィス）
- モンスターズ・ユニバーシティ（ケイ）

### ボイスオーバー
- 奇跡体験!アンビリバボー（フジテレビ）
- 地球ドラマチック（NHK総合）
  - 「絶滅から救え!サバンナの珍獣リカオン」（2013年）
  - 「エトワールをめざして〜オペラ座バレエ学校の子どもたち」（2014年）
- トップ・シェフ（Dlife、ケイティ・リー、パドマ・ラクシュミの声）
- ハーバード白熱教室（NHK総合）

### その他
- 萌えキャラ学会（七竈醸、如月まどか、大町タマ美）
- Audible ハンガー・ゲーム上（朗読）
- Audible ハンガー・ゲーム下（朗読）